# ARVCF
ARVCF‏ (ARVCF, delta catenin family member) هوَ بروتين يُشَفر بواسطة جين ARVCF في الإنسان.

## الوظيفة
جين تكرار الأرماديلو المحذوف في متلازمة القلب والوجه والشريان القلبي (ARVCF) هو عضو في عائلة الكاتينينات التي تلعب دورًا هامًا في تكوين معقدات الوصلات الملتصقة، والتي يُعتقد أنها تُسهّل التواصل بين البيئات الداخلية والخارجية للخلية. عُزل جين ARVCF بحثًا عن الخلل الجيني المسؤول عن متلازمة القلب والوجه والشريان القلبي (VCFS) السائدة جسديًا، وهي اضطراب بشري شائع نسبيًا يتميز بخصائص ظاهرية تشمل شق الحنك، وعيوب القلب المخروطي، وتشوهات الوجه. يُشفّر جين ARVCF بروتينًا يحتوي على نمطين: نطاق لولبي في الطرف الأميني، وتسلسل تكرارات الأرماديلو العشري في المنطقة الوسطى. ولأن هذه التسلسلات تُسهّل التفاعلات بين البروتينات، يُعتقد أن ARVCF يعمل في معقد بروتيني. بالإضافة إلى ذلك، يحتوي ARVCF على تسلسل مُتوقع لاستهداف النواة، مما يشير إلى أنه قد يكون له وظيفة بروتين نووي.

## التفاعل
لقد ثبت أن ARVCF يتفاعل مع CDH15.